# Reprezentacja Indii w piłce siatkowej mężczyzn
Reprezentacja Indii w piłce siatkowej mężczyzn to narodowa reprezentacja tego kraju, reprezentująca go na arenie międzynarodowej
Największym sukcesem zespołu jest start na Mistrzostwach Świata w 1952 roku, gdzie drużyna zajęła 8. miejsce. W Mistrzostwach Azji zespołowi nie udało się do tej pory wywalczyć medalu
Na Igrzyskach Azjatyckich Indie wywalczyły jeden srebrny (1962) oraz dwa brązowe (1958, 1986) medale. Podczas ostatnich IA zespół odpadł w eliminacjach.

## Puchar Azji
- 1x  srebrny medal (2014)

- 1x  brązowy medal (2010)

## Występy naMistrzostwach Świata
- MŚ '49 - n/s
- MŚ '52 - 8. miejsce
- MŚ '56-'06 - n/s